# Fritz René Müller
Fritz René Müller (ur. 11 lutego 1939 w Rheinfelden, Szwajcaria) – od 2001 biskup Kościoła Chrześcijańskokatolickiego w Szwajcarii. W latach 2001–2009 zwierzchnik Kościoła Chrześcijańskokatolickiego w Szwajcarii.
W latach 1959–1963 studiował teologię na Wydziale Teologii Chrześcijańsko-Katolickiej Uniwersytetu w Bernie, został wyświęcony na kapłana 26 maja 1963 roku. Od 1963 do 1969 pracował jako pastor w Grenchen. Od 1973 do 1976 był sekretarzem narodowego synodu Chrześcijańskiego Kościoła Katolickiego, a następnie od 1983 do 1986 Przewodniczącym Rady Kościelnej Kościoła Regionalnego w Aargau. W 2001 roku Müller został wybrany na następcę Hansa Gernyego, który nagle złożył rezygnację, W 2002 roku arcybiskup Utrechtu Joris Vercammen udzielił mu święceń biskupich. Pod koniec lutego 2009 roku złożył rezygnację ze stanowiska, osiągając wiek emerytalny 70 lat ustanowiony przez Chrześcijański Kościół Katolicki w Szwajcarii.